# شورای شهر لس آنجلس
شورای شهر لس آنجلس نهاد نظارتی و قانون‌گذاری شهر لس آنجلس است. این شورا شامل ۱۵ عضو است که برای مدت ۴ ساله انتخاب می‌شوند. رئیس شورا نیز توسط اعضاء شورا انتخاب می‌گردد. جلسات شورا ساعت ۱۰ صبح روزهای سه‌شنبه، چهارشنبه و جمعه‌ها در ساختمان شهرداری لس‌آنجلس برگزار می‌شود.

## پیوند
- وبگاه شورای شهر لس آنجلس